# Витас, Душко
Душко Витас (серб. Душко Витас; родился 22 апреля 1949 в Белграде) — сербский лингвист и информатик, профессор кафедры информатики и вычислительной техники математического факультета Белградского университета.

## Биография
Родился в 1949 году в Белграде. Окончил в 1973 году естественно-математический факультет Белградского университета, звание магистра получил в 1977 году, звание доктора — в 1993 году. С 1 декабря 1973 по 14 января 1985 — ассистент-заместитель и ассистент в Математическом институте, помощник в компьютерной лаборатории естественно-математического факультета. до апреля 1994 года был работником компьютерной лаборатории математического факультета.
В июне 1994 года Душко Витас был избран доцентом математического факультета, получив звание профессора в 2006 году. С 1976 по 1998 годы он опубликовал около 80 научных и экспертных работ, преимущественно посвящённых компьютерной лингвистике и лексикографии. Из них 23 работы были опубликованы в журналах и 4 в монографиях. Большое количество его работ — исследования в государственных и международных институтах. Издал учебник «Переводчики и интерпретаторы — введение в теорию и методы компиляции языков программирования». Руководитель множества научно-исследовательских и развивающих проектов. Участник более 20 иностранных конференций, член организационного комитета ряда конференций, участник XVI всемирного конгресса лингвистов в Париже в 1997 году.
Будучи сотрудником компьютерной лаборатории, Витас вёл дисциплины «Основы программирования» и «Программные системы». С момента назначения доцентом преподавал «Теоретические основы компьютеров», «Переводчики и интерпретаторы», «Основы программирования», «Программирование» и «Открытые вопросы обработки сербского языка». В 1982—1984 годах шеф компьютерного центра Математического института, в 1986—1990 годах помощник руководителя компьютерной лаборатории по учебным и научным вопросам. В 1997—1999 — руководитель компьютерной лаборатории. Несколько лет возглавлял семинар по информатике и вычислительной технике математического факультета.
С 1978 года Витас интересуется обработкой сербского (сербохорватского языка), и именно с этим связаны многие его работы. Он участвовал в организации различных встреч, посвящённых компьютерной лингвистике, а также реализации ряда проектов в этой области. Основные теоретические интересы — моделирование морфологических отношений в сербском (сербохорватском) языке и их представление в лексиконе сербского языка, практические — применение этих результатов в автоматизированной документалистике и при обработке текста. Являлся научным руководителем ряда магистерских и докторских работ. Один из авторов проекта локализации Open Office и его перевода на сербский язык. В 2008 году как один из организаторов Ночи в музее математического факультета был гидом на выставке в музее факультета.
13 мая 2013 года по распоряжению правительства Франции за вклад в развитие научных отношений между Францией и Сербией Душко Витас награждён орденом Академических пальм и званием кавалера ордена. Награда вручена 22 октября 2013 года.
В 2015 году Витас передал безвозмездно 114 книг народной библиотеке имени Бранко Радичевича (г. Лебане).

## Некоторые научные работы
- Витас Д. Локалне граматике српског jезика // Зборник матице српске за славистику. 71-72. Нови-Сад, 2007. — С. 305
- Витас Д., Крстев Ц. Нацрт за информатизовани речник српског jезика //
- Витас Д. Приказ једног система за аутоматску обраду текста // Симпозијум INFORMATICA'79. Блед, октобар 1979. — С. 7—10
- Витас Д. Генерисање именичких облика у српскохрватском // Informatica, № 80 (3). Љубљана, Словеначко друштво за информатику, 1980. — С. 49-55
- Vitas D., Krstev C. Processing of Corpora of Serbian Using Electronic Dictionaries // Prace Filologiczne, vol. LXIII. Warszawa, 2012. — Pp. 279-292.
- Витас Д. О различитости сличног // МСЦ, 2014
- Витас Д., Сабо О. Могућност осавремењивања израде речника на примеру Речника српскохрватског књижевног и народног језика САНУ и Института за српскохрватски језик // IV међународни научни скуп "Рачунарска обрада језичких података". Институт Јожеф Стефан, Порторож, 1998. — С. 375—384